# Schönau, Südwestpfalz
Schönau là một đô thị ở huyện Südwestpfalz, bang Rhineland-Palatinate, tây nước Đức, tại biên giới Pháp. Dân số cuối năm 2006 khoảng 446 người.